# Breganze Vespaiolo
Il Breganze Vespaiolo è un vino DOC la cui produzione è consentita nella provincia di Vicenza.

## Caratteristiche organolettiche
- colore: da paglierino a dorato piuttosto carico.
- odore: profumo intenso di fruttato, caratteristico.
- sapore: pieno, fresco, con o senza presenza gradevole di legno

## Abbinamenti consigliati
Piatti a base di pesce, asparagi, baccalà alla vicentina.

## Produzione
Provincia, stagione, volume in ettolitri
- Vicenza  (1990/91)  549,95
- Vicenza  (1991/92)  999,47
- Vicenza  (1992/93)  3373,58
- Vicenza  (1993/94)  3131,21
- Vicenza  (1994/95)  2119,65
- Vicenza  (1995/96)  3043,97
- Vicenza  (1996/97)  3162,11